# زناطيات
زَنَّاطِيَّات أو فصيلة بيتيوريدي أو ديدان الفاكهة (الاسم العلمي: Byturidae)، هي فصيلة حشرات خنفسية واشعة وثامرة. تضم أكثر من 15 نوعًا موصوفًا، موزعة بشكل أساسي في مواطن القارة الشمالية وجنوب شرق آسيا. تتغذى يرقات بعض أجناسها على الأقل على الفاكهة، مثل الزناط، وهي آفة تجارية بارزة على العليق (التوت الأسود والتوت) تستهلك كل من الفاكهة والبذور، في حين أن البعض الآخر مثل Xerasia مرتبط بعسيل الصفصاف. من المعروف أن الحشرات البالغة منه تتغذى على الأوراق النامية والزهور وحبوب اللقاح.
هناك نوعان من الفُصيلات: Platydascillinae والزناطية. توزيع الزناطية في مواطن القارة الشمالية. في حين تنتشر أنواع Platydascillinae في جنوب شرق آسيا.